# Affection oculaire provoquée par le rayonnement thermique associé aux poussières
Cet article décrit les critères administratifs pour qu'une affection oculaire provoquée par le rayonnement thermique associé aux poussières soit reconnue comme maladie professionnelle en France.
Ce sujet relève du domaine de la législation sur la protection sociale et a un caractère davantage  juridique que médical. Pour la description clinique de la maladie se reporter à l'article suivant :

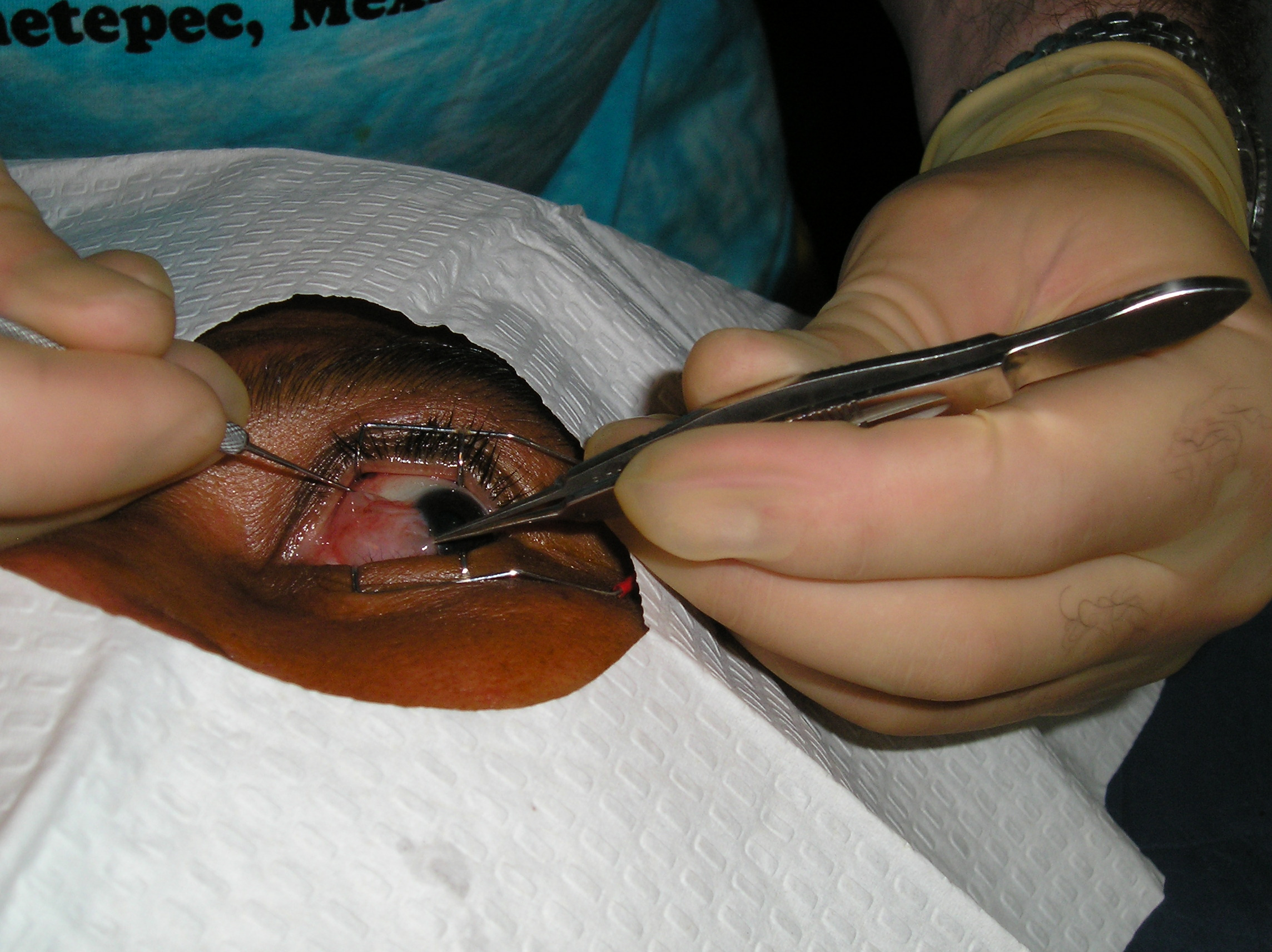
Ablation chirurgicale d'un ptérygion.

## Législation enFrance

### Régime général
| Fiche Maladie professionnelle | Fiche Maladie professionnelle | Fiche Maladie professionnelle |
| Ce tableau définit les critères à prendre en compte pour que les affections oculaires provoquées par le rayonnement thermique associé aux poussières soient prises en charge au titre de la maladie professionnelle | Ce tableau définit les critères à prendre en compte pour que les affections oculaires provoquées par le rayonnement thermique associé aux poussières soient prises en charge au titre de la maladie professionnelle | Ce tableau définit les critères à prendre en compte pour que les affections oculaires provoquées par le rayonnement thermique associé aux poussières soient prises en charge au titre de la maladie professionnelle |
| Régime Général. Date de création : 7 septembre 1991 | Régime Général. Date de création : 7 septembre 1991 | Régime Général. Date de création : 7 septembre 1991 |
| Tableau No 71 bis RG | Tableau No 71 bis RG | Tableau No 71 bis RG |
| Affections oculaires dues au rayonnement thermique associé aux poussières | Affections oculaires dues au rayonnement thermique associé aux poussières | Affections oculaires dues au rayonnement thermique associé aux poussières |
| --- | --- | --- |
| Désignation des Maladies | Délai de prise en charge | Liste indicative des principaux travaux susceptibles de provoquer ces maladies |
| Ptérygion | 15 ans | Travaux suivants exposant au rayonnement thermique associé aux poussières dans les ateliers de verrerie travaillant le verre à la main :                                                                            |
| | | - Surveillance de la marche des fours à verre ; - Cueillette, soufflage, façonnage à chaud du verre. |
| Date de mise à jour : | | |

### Données professionnelles
Sont exposés les verriers, particulièrement dans les verreries à main exposés au rayonnement infrarouge du verre en fusion à 1 500 °C ainsi qu'aux poussières des produits entrant dans la composition du verre dégagées au moment de leur enfournement.

### Données médicales
Le ptérygion est une invasion cornéenne issue de la conjonctive limbique. C’est une lésion bénigne de la conjonctive, membrane superficielle qui tapisse la surface de l'œil. Une intervention chirurgicale n'est prévue que dans le cas où le ptérygion obstrue une partie de la vision.

### Prévention
Il existe des lunettes à verres antithermiques protégeant du risque de ptérygion et de cataracte.(Voir : Tableau No 71 du Régime Général).

## Sources spécifiques
- (fr) Tableau N° 71 Bis des maladies professionnelles du régime Général

## Sources générales
- (fr) Tableaux du régime Général sur le site de l’AIMT
- (fr) Guide des maladies professionnelles sur le site de l’INRS